# Фолады
Фола́ды, или морские свёрла, или камнеточцы (лат. Pholas), — род морских двустворчатых моллюсков семейства Pholadidae из группы камнеточцев. Раковина удлинённая, длиной до 15 см. Распространены в тропическом и умеренном поясе Атлантического и Тихого океанов.

## Виды
- Pholas campechiensis
- Pholas chiloensis
- Pholas dactylus
- Pholas orientalis
- Pholas silicula